# ヤン・ファーブル

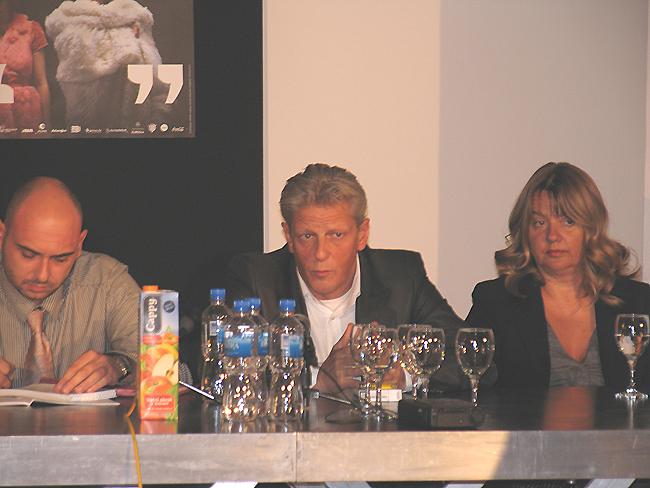
真ん中がヤン・ファーブル（2008年）

ヤン・ファーブル（Jan Fabre, 1958年 - ）は、ベルギー、アントウェルペン出身の美術家、演出家、振付師。男性。アンリ・ファーブルの曾孫。
青インクのボールペンで表面を青く描き埋め尽くしたドローイングや、コガネムシを用いて表面を埋め尽くした彫刻、空間演出で有名である。
1986年より、「トルブレイン」（Troubleyn/Jan Fabre）というシアター・カンパニーを設立、世界的に活動している現代演劇作家でもある。
彫刻作品『十字架をもつ男』がアントウェルペンの聖母大聖堂内に設置されている。

## 略歴
- 1958年 - ベルギー・アントウェルペンに生まれる。
- アントウェルペン王立芸術学院卒業。
- 1984年 - ヴェネツィア・ビエンナーレに出展。
- 2001年 - アヴィニョン演劇祭で「我は血」を発表。
- 2005年 - アヴィニョン演劇祭に芸術監督 (Associate Artist) として招かれる。
- 2008年 - ルーブル美術館にて個展。